# Dicranum cheoi
Dicranum cheoi är en bladmossart som beskrevs av Edwin Bunting Bartram 1936. Dicranum cheoi ingår i släktet kvastmossor, och familjen Dicranaceae. Inga underarter finns listade i Catalogue of Life.